# Radara subcupralis
Radara subcupralis är en fjärilsart som beskrevs av Walker 1865. Radara subcupralis ingår i släktet Radara och familjen nattflyn. Inga underarter finns listade.